# Vatikánvárosi Csendőrség
A Vatikánvárosi Csendőrség (olaszul Corpo della Gendarmeria dello Stato della Città del Vaticano) biztonsági és rendőrségi egység a Vatikánban.

## A csendőrségről
A Vatikán gépkocsival járható kapuinál a második vonalban, a svájciak mögött találhatók a csendőrök: igazoltatják a belépőket, illetve a szűk keresztmetszetű udvaroknál és átjáróknál irányítják a forgalmat (a munkaidő végén a Vatikánban sem ismeretlen a közlekedési dugó). Az ő felelősségük a Szent Péter-bazilika őrzése, ezenkívül a pápai kihallgatások és szertartások során a svájciakkal közösen vesznek részt a rendfenntartásban.
Vezetőjük a főfelügyelő, és a Vatikánvárosi Állam Pápai Bizottsága alá vannak rendelve. Egyenruhájuk kék színű zubbony és nadrág tányérsapkával. Ezt télen köpeny egészíti ki, nyáron azonban zubbony nélkül, fehér ingben teljesítenek szolgálatot. Tagjai katolikus vallású olaszok, akik többnyire az olasz rendőrség vagy csendőrség soraiból lépnek a pápa szolgálatába. Kiképzésükről is az olasz biztonságiak gondoskodnak.